# トランスエア・サービス671便エンジン脱落事故
トランスエア・サービス671便エンジン脱落事故は、1992年3月31日にフランスで発生した航空事故である。
ルクセンブルク＝フィンデル空港からマラム・アミヌ・カノ国際空港へ向かっていたトランスエア・サービス671便（ボーイング707-321C）が、フランス上空を飛行中に第3エンジンと第4エンジンが脱落した。パイロットはイストル＝ル・テュベ空軍基地へ緊急着陸を行い、乗員5人は全員無事だった。

## 飛行の詳細

### 事故機
事故機のボーイング707-321C（5N-MAS）は1964年4月に製造された。1978年から1992年までイギリスの複数の航空会社で使用されており、1991年12月トレードウィンド航空が売却したものをトランスエア・サービスが購入した。総飛行時間は60,895時間で17,907サイクルを経験していた。

### 乗員
機長は57歳のスウェーデン人男性だった。総飛行時間は26,000時間で、ボーイング707では7,100時間の経験があった。また、ボーイング707の他にダグラス DC-6、ロッキード L-188、シュド・カラベル、ボーイング737での飛行資格があった。
副操縦士は44歳のイギリス人男性だった。総飛行時間は14,000時間で、ボーイング707では4,500時間の経験があった。
航空機関士は55歳のイギリス人男性だった。総飛行時間は18,000時間で、全てがボーイング707での経験だった。
このほか、36歳の地上整備士と27歳のロードマスターが搭乗していた。

## 事故の経緯
671便はカボ・エア便として運行されており、コールサインもカボ・エアのものだった。現地時間7時14分、671便はルクセンブルク＝フィンデル空港を離陸した。機体には38tの貨物が積み込まれていた。高度29,000フィート (8,800 m)まで上昇し、マルティーグVORを通過した。その後、管制官は33,000フィート (10,000 m)までの上昇を許可した。
自動操縦で32,000フィート (9,800 m)付近を280ノット (520 km/h)で上昇中、671便は激しい乱気流に遭遇した。直後、第3エンジンと第4エンジンが脱落し、機体は急激に右に傾いた。機長は自動操縦を解除し、操縦桿と方向舵を操作して機体の姿勢を回復させた。エンジンの脱落により、第3エンジンと第4エンジンの火災警報が作動し、フラップの一部も脱落した。エンジン火災警報は航空機関士が操作しても消えず、減圧を示す警報も作動した。8時11分、副操縦士は第4エンジンが脱落したことを管制官に伝え、メーデーを宣言した。8時12分、管制官がレーダー上で機影を確認できないことを伝え、スコークを変更するよう指示した。これは信号を送信するトランスポンダーの電力供給源が第3エンジンになっており、脱落によって供給が停止したためだと見られている。航空機関士は電力の供給源を第1エンジンの発電機に切り替えた。これによって管制官がレーダー上で機影を確認することができるようになり、マルセイユへの誘導が開始された。また、ロードマスターに右主翼の状態を確認させ、両エンジンが脱落しており、燃料が漏れているが前縁部に損傷がないことを確かめた。
航空機関士が燃料投棄をしている間、機長はマルセイユの天候を聞き、着陸装置を出しながら降下を続けた。天候に関して副操縦士はマルセイユ飛行場管制に聞いたが、他機との交信によって打ち消され、そのままマルセイユ進入管制に交信が引き継がれた。機長が降下を続けてる最中、副操縦士が進路上に着陸可能な別の滑走路があることに気づいた。これはイストル＝ル・テュベ空軍基地の滑走路で、12,303フィート (3,750 m)の長さがあった。イストル空軍基地は西ヨーロッパで最長の滑走路を保有しており、スペースシャトルの代替着陸場としても使用されていた。当初、副操縦士はイストルの北東に位置するサロン＝ド＝プロヴァンス空軍基地と思い、交信を行ったが管制官が訂正した。最初は滑走路33への進入を試みたが、正対出来なかったため滑走路15への進入を開始した。

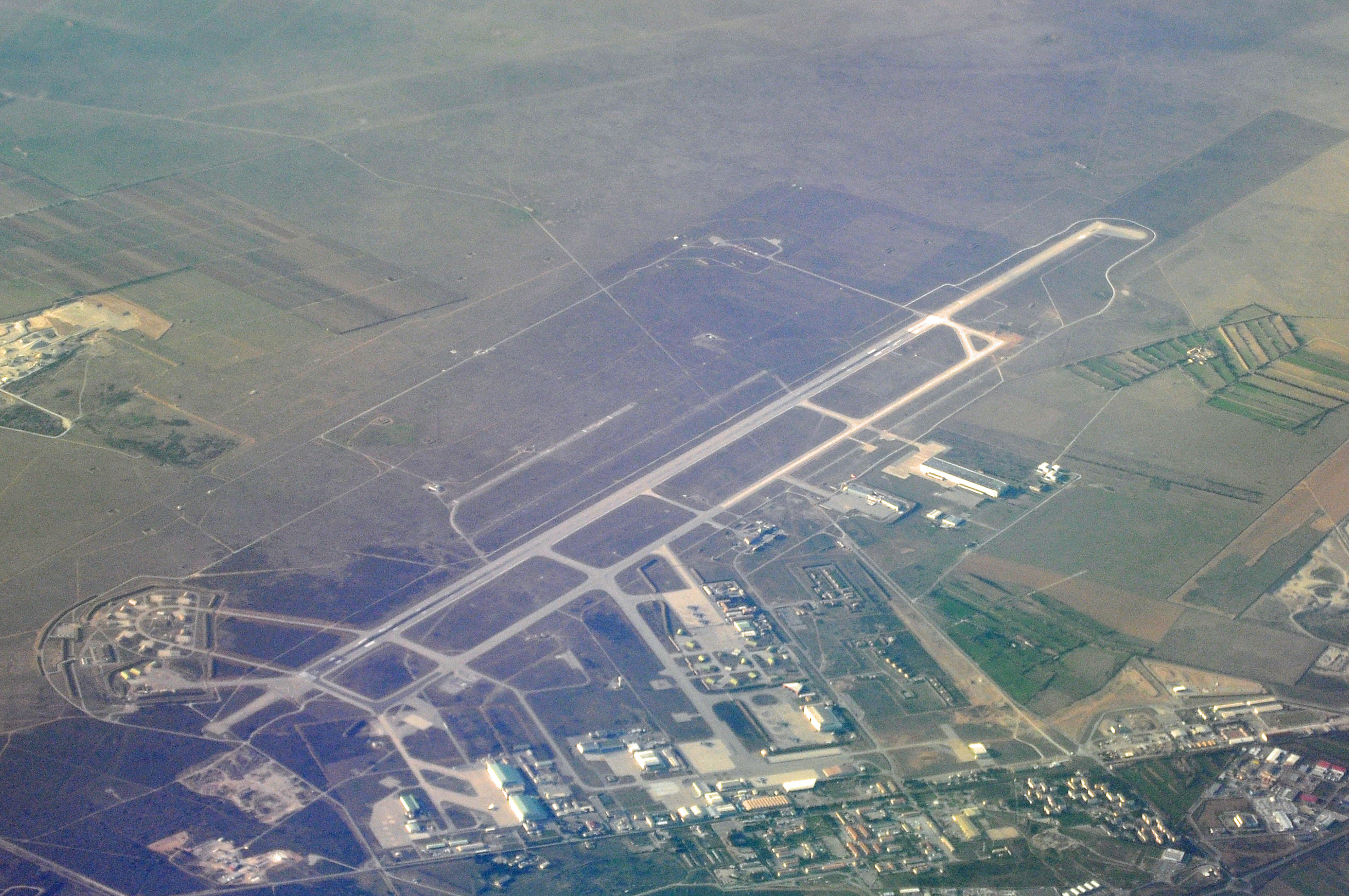
上空から見たイストル＝ル・テュベ空軍基地

滑走路15への最終進入で671便は左旋回を行った。緊急用の電気システムでフラップを作動させたが、38度までしか展開しなかった。この時、管制官は機体の主翼が炎上していることに気づき、パイロットに伝えた。8時35分、671便は滑走路15に190ノット (350 km/h)で着陸した。機長は「油圧ブレーキが作動しない」と言い、パイロットは緊急ブレーキを使用した。航空機関士は「第1エンジンと第2エンジンの逆噴射装置を使うか」と聞き、副操縦士はそれに対して「エンジンを切れ」と答えた。最終的に航空機関士は第2エンジンのみを逆噴射した。機体は7,545フィート (2,300 m)滑走した後に滑走路を左に逸脱し、停止した。パイロット達は脱出用のロープを用いてコックピットの窓から脱出し、地上整備士とロードマスターは左前方の客室ドアから脱出した。

## 事故調査

### エンジンの脱落
事故調査はフランス航空事故調査局（BEA）によって行われた。調査から、第3エンジンのパイロンに疲労亀裂が生じていたことが判明した。1965年以降、パイロンに疲労亀裂が生じていた事例が少なくとも46件あり、うち4件でエンジンの脱落が発生している。これを受けて連邦航空局（FAA）は1975年と1988年に耐空改善命令を発行していた。
2つのエンジンは山岳地帯で発見され、それぞれ800m離れた場所にあった。第4エンジンには白い痕跡が残っていた。調査から、最初に脱落した第3エンジンは約270度横方向に回転し、第4エンジンの吸気口に当たったことが判明した。これにより、第4エンジンの接続部が破断し、右主翼から脱落した。脱落したエンジンは山岳地帯に落下したため、地上での被害はなかった。

### 右主翼での火災
右主翼で発生した火災はエンジンの脱落による燃料漏れが原因であると推定された。エンジンが脱落した後、パイロットは第3エンジンと第4エンジンの燃料遮断弁を閉じたが、第3エンジンの遮断弁は反応しなかった。降下中は対気速度が速かったこともあり、火災は発生しなかったが、最終進入でフラップを展開すると、速度が比較的遅くなった。この際に燃料と空気が混合され、前縁部で発生していた短絡によるアーク放電が原因で火災が発生したと見られている。

### 管制官の対応
BEAは671便がイストル空軍基地へ着陸するまでの間、管制官が周波数の変更を複数回も要求し、パイロットに掛る作業負荷を増やした点について報告書で指摘している。また、制御に問題がある同機がマルセイユへ近づく中、他機の離陸を許可したり、天候に関する情報を素早く提供しなかったりした。この原因についてBEAは、管制官たちが状況について正しく理解していなかったと推測した。BEAは報告書で、管制官に対する緊急事態における訓練が不足しており、状況を悪化させたと述べた。

### 事故原因
BEAは最終報告書で、事故原因を第3エンジンの脱落だと述べた。脱落した第3エンジンは第4エンジンに激突し、どちらのエンジンも落下した。第3エンジンの脱落は接合部の疲労亀裂によるもので、亀裂は検査によって発見されなかった。この検査はFAAの耐空改善命令（AD）に従っていたが、亀裂を発見するには不十分だった。
BEAはパイロット達の行動について「一連の出来事による多量の仕事を上手く分担し、これが機体の制御を可能にしたことは明白である」と報告書で述べた。事故後、パイロットはHonourable Company of Air Pilotsからヒュー・ゴードン・バージ記念賞を受賞した 。

## 類似事故
ボーイング707とボーイング747のパイロンの設計はほぼ同じものであった:38。671便の事故の状況及び原因はこの前年の年末に発生した中華航空358便墜落事故（ボーイング747）と、671便の事故から約半年後に発生したエル・アル航空1862便墜落事故（ボーイング747）に酷似しており、1862便の最終報告書などでもこの事故について触れている:32。

### ボーイング707でのエンジン脱落事故
また、ボーイング707でのエンジン脱落事故は複数件発生しており、671便の事故から約1ヶ月後の4月25日にもマイアミ国際空港を離陸したTAMPA コロンビアのボーイング707から第3エンジンが脱落した。このときは第3エンジンが第4エンジンに激突したが、幸いにも脱落はしなかった。マイアミでの事故を受けて、国家運輸安全委員会は連邦航空局に対して耐空改善命令88-24-10を改訂し、検査時間の短縮と検査方法の見直しを求めた。その他の主なエンジン脱落事故は以下の通り。
- 1972年12月5日、エジプト航空のボーイング707から第4エンジンが脱落、原因はパイロンが破断したことだった[34]。
- 1987年1月15日、トランス・ブラジル航空のボーイング707から第2エンジンが脱落した[35]。
- 1991年2月6日、アメリカ空軍のKC-135から第1エンジンと第2エンジンが脱落、原因は激しい後方乱気流に遭遇したことだった[36]。
- 1998年11月14日、IATカーゴのボーイング707から第3エンジンが脱落、原因は接続部に疲労亀裂が生じたことだった[37]。
- 2011年5月、オメガ・エア空中給油サービスのボーイング707から第2エンジンが脱落、原因は接続部に疲労亀裂が生じたことだった[38]。

## 映像化
- メーデー!:航空機事故の真実と真相 第20シーズン第4話「Double Trouble」